# قفزة كمومية
القفزة الكمومية هي الانتقال المفاجئ للنظام الكمي ( الذرة ، الجزيء ، النواة الذرية ) من حالة كمومية إلى أخرى ، من مستوى طاقة إلى آخر. عندما يمتص النظام طاقة ، يحدث انتقال إلى مستوى طاقة أعلى ( الإثارة ) ؛ عندما يفقد النظام الطاقة ، يكون هناك انتقال إلى مستوى طاقة أقل.
تم تقديم هذا المفهوم من قبل نيلز بور ، في نموذج بور لعام 1913.
القفزة الكمومية هي ظاهرة خاصة بالنظم الكمومية وتميزها عن الأنظمة الكلاسيكية ، حيث تتم الانتقالات تدريجية. في ميكانيكا الكم ، ترتبط هذه القفزات بالتطور غير الوحدوي لنظام ميكانيكي الكم أثناء القياس.
يمكن أن يصاحب القفزة الكمومية انبعاث أو امتصاص فوتونات ؛ يمكن أن يحدث نقل الطاقة أثناء القفزة الكمية أيضًا عن طريق نقل طاقة الرنين غير الإشعاعي أو بالتصادم مع الجسيمات الأخرى.
نادرًا ما يستخدم مفهوم القفزة الكمية في الفيزياء الحديثة ؛ كقاعدة عامة ، يتحدث العلماء عن انتقالات بين حالات كمومية أو مستويات طاقة.

## انتقال الإلكترون الذري
تتسبب انتقالات الإلكترون في الذرة بإنبعاث أو امتصاص الفوتونات . إحصائياتهم هي Poissonian ، ويتم توزيع الوقت بين القفزات بشكل كبير . يرتبط ثابت زمن التخميد (الذي يتراوح من نانوثانية إلى بضع ثوان) بالتوسع الطبيعي والضغط والميداني للخطوط الطيفية . كلما زاد فرق الطاقة في الحالات التي يقفز الإلكترون بينها ، كان الطول الموجي للفوتون المنبعث أقصر.